# Не говори, что сердцу больно
«Не говори, что сердцу больно» — романс М. И. Глинки на стихотворение Н. Ф. Павлова. Написанный в 1856 году, стал последним романсом композитора.

## История
Романс Глинки написан на стихотворение Н. Ф. Павлова, с которым композитор был лично знаком. Сам Глинка писал об этом в письме (от 18 марта 1856 года) своему другу, поэту Нестору Кукольнику: «Павлов на коленях вымолил у меня музыку на слова его сочинения, в них обруган свет, значит и публика, что мне зело по нутру. Вчера я его кончил». Автору слов Глинка и посвятил свой романс.
Автограф романса сохранился, однако без датировки (которая известна лишь из письма). В том же 1856 году состоялась почти одновременная публикация в Петербурге у В. Деноткина и Ф. Стелловского и в Москве у Ю. Грессера.
Долгое время «Не говори, что сердцу больно» считалось не только последним романсом Глинки, но и вообще последним его произведением (так, Б. В. Асафьев называет этот романс «последним детищем» и «лебединой песней» композитора). Однако впоследствии творческое наследие композитора, включая черновые записи, было изучено более глубоко. Известно, в частности, что в последний, берлинский период Глинка обратился к изучению классической полифонии и древнерусского музыкального искусства; сохранились написанные им песнопения «Ектения» и «Да исправится молитва моя».

## Общая характеристика
Не говори, что сердцу больно

От ран чужих;

Что слезы катятся невольно

Из глаз твоих.

Будь молчалива, как могилы,

Кто ни страдай;

И за невинных Бога силы

Не призывай.
В стихотворении Павлова (написанном в 1853 году) говорится об извечном непонимании между чувствительной, ранимой душой и равнодушным «безбожным» светом. Музыкальную форму, в которую облёк этот текст Глинка, О. Е. Левашёва назвала «драматическим монологом». Так, авторские ремарки — semplice, con espressione («просто, с выражением») и con disprezzo («с презрением») — свидетельствуют об ориентированности на «актёрское», декламационное исполнение.
Вокальную партию обрамляют фортепианные вступление и заключение. С первого же такта вступления определяется характер музыки: печальный, трагичный, безысходный. Вместо более типичной для Глинки репризной формы здесь применена двухчастная развивающаяся композиция, в которой мелодия дробится на отдельные короткие, «рвущиеся» фразы. В них слышатся живые интонации человеческого голоса, причём особенно велика роль пауз, создающих впечатление прерывистости, недосказанности: «… от горьких обид, от душащих слёз дыхания нет, и голос словно не в состоянии доводить музыкальные фразы до их предела».
Романсом «Не говори, что сердцу больно» Глинка подвёл итог своей многолетней работы в этом жанре. По словам М. А. Овчинникова, «трудно сказать, чего больше в этом последнем романсе Глинки: печали, разочарования, боли или праведного гнева».

## Исполнители
В числе исполнителей романса в разные годы были А. Ф. Ведерников, Г. П. Виноградов, Б. Христов, С. Н. Шапошников, Е. В. Образцова, Ж. Г. Рождественская и др..